# Харрингтон, Ричард
Ричард Харрингтон (англ. Richard Harrington; 24 февраля 1911 — 11 октября 2005) — канадский фотограф, наиболее известен своими фотографиями, снятыми в канадской Арктике между 1948 и 1953 годами.
Родился в Гамбурге, Германия, эмигрировал в Канаду в середине 1920-х годов. За свою карьеру он объездил более 100 стран, его фотографии появились в более чем 24 книгах. Его работы были показаны в Национальном архиве Канады, в Смитсоновском институте и музее современного искусства.
В 2001 году он стал офицером Ордена Канады (высшего ордена Канады).

## Избранная библиография
- The face of the Arctic: a cameraman’s story in words and pictures of five journeys into the far North (1952)
- British Columbia in pictures (1958)
- The Inuit: life as it was (1981, ISBN 0-88830-205-3)
- Richard Harrington: Canadian Photographer (1998, ISBN 1-890356-00-X)